# Araneus stella
Araneus stella là một loài nhện trong họ Araneidae.
Loài này thuộc chi Araneus. Araneus stella được Ferdinand Karsch miêu tả năm 1879.